# Benefici econòmic
A la teoria neoclàssica microeconòmica el benefici refereix a un de dos conceptes diferents però relacionats. El concepte benefici econòmic és semblant al concepte de benefici comptable però més petit, perquè dedueix el cost d'oportunitat total (no sols els costos explícits) i també els costos implícits d'una inversió. El concepte benefici normal refereix a benefici econòmic zero. Un concepte relacionat al benefici econòmic, i a vegades considerat sinònim, és el de renda econònomica.
A l'economia clàssica i l'economia marxista, el benefici és el rendiment d'un propietari de béns de capital o recursos naturals en qualsevol activitat de producció que involucri treball, o el rendiment d'obligacions o diners invertits en els mercats de capital. Per extensió, a la teoria econòmica marxista, la maximització del benefici correspon a l'acumulació de capital, que és la força conductora de l'activitat econòmica dins del mode capitalista de producció.
S'han referenciat altres tipus de benefici, com ara el benefici social (relacionat amb les externalitats). No s'ha de confondre amb el benefici comptable, que és igual als ingressos menys sols els costos explícits, i el superbenefici, un concepte de la teoria econòmica marxista.

## Benefici normal
El benefici normal és un component dels costos (implícits) i en cap cas un component del benefici de l'empresa. Representa el cost d'oportunitat, és a dir el temps que el propietari dedica a portar una empresa en comparació al temps que podria dedicar portant una altra empresa. El component empresarial del benefici normal és aleshores el benefici que el propietari d'una empresa considera necessari per fer que el temps que dedica a l'empresa li valgui la pena, comparant-lo amb la segona quantitat més gran que l'empresari podria guanyar a una altra ocupació. En particular si l'empresa no s'inclou com un factor de producció, també es pot considerar un rendiment del capital per als inversors incloent-hi l'empresari, equivalent al rendiment que el propietari del capital podria esperar (a una inversió segura) més la compensació per al risc. En altres paraules, el cost del capital normal varia tan dins con entre sectors econòmics; manté una proporció amb el risc associat amb cada tipus d'inversió, d'acord amb l'espectre del rendiment risc.
En circumstàncies de competència perfecta quan s'assoleix l'equilibri econòmic de llarg termini sols es tindrà el benefici normal; no hi ha incentius a les empreses a entrar o sortir del sector econòmic.

### A mercats competitius i disputats

Sols en el curt termini pot una empresa en un mercat perfectament competitiu fer un benefici econòmic.

El benefici econòmic no apareix a la competència perfecta a l'equilibrio de llarg termini; si aparegués, hi hauria un incentiu a què entrin empreses noves al sector econòmic, recolzat per una absència de barreres a l'entrada fins que ni hi hagués un benefici econòmic. A mesura que empreses noves entren al sector econòmic, incrementen l'oferta del producte disponible al mercat, i aquestes empreses noves es veuen forçades a fiar un preu més baix per convèncer els consumidors a comprar l'oferta addicional que aquestes noves empreses estan oferint, atès que totes les empreses competeixen pels consumidors (Vegeu la discussió sobre la persistència dels beneficis del monopoli). Les empreses establertes dins d'un sector econòmic s'enfronten a la pèrdua dels seus clients a favor de les empreses que entren al sector econòmic, i es veuen així forçades a abaixar els seus preus per igualar els preus més baixos fixats per les empreses noves. Entraran noves empreses fins que el preu del producte baixi fins al punt que s'igualen al cost mitjà de producció, i tot el benefici econòmic desapareix. Quan passa això, els agents econòmics fora del sector econòmic no troben cap avantatge de crear noves empreses per entrar al sector econòmic, l'oferta del producte deixa de créixer, i el preu carregat al producte s'estabilitza, al voltant d'un equilibri.
També és de manera semblant veritat aquest principi per a l'equilibri de llarg termini de sectors econòmic monopolísticament competitius, i més en general, qualsevol mercat que sigui disputat. Normalment una empresa que introdueix un producte diferenciat pot assegurar inicialment un poder de mercat temporari durant un breu període. Durant aquesta etapa, el preu que el consumidor ha de pagar pel producte és alt, i la demanda i disponibilitat del producte al mercat es veuran limitades. Al llarg termini, però, quan la rendibilitat del producte estigui ben establerta, i tenint en compte que hi ha poques barreres a l'entrada, el nombre d'empreses que produeix aquest producte s'incrementarà fins que l'oferta disponible del producte esdevé eventualment relativament elevada, i el preu del producte s'abaixa fins al nivell on és igual al cost. Quan això passa finalment, tot el benefici de monopoli associat amb la producció i la venda del producte desapareix, i el monopoli inicial es converteix en una indústria competitiva. En el cas de mercats disputats, el cicle s'acaba freqüentment amb la partida dels entrants «pega i marxa» al mercat, fent que la indústria torni al seu estat previ, simplement amb un preu més baix i cap benefici econòmica per a les empreses establertes.
Pot haver-hi benefici, no obstant, a mercats competitius i disputats en el curt termini, ja que les empreses es reposicionen per prendre una posició de mercat. Un cop es té en compte el risc, un benefici econòmic durador a un mercat competitiu es veu en conseqüència com el resultat d'una retallada constant de costos i de millores dels resultats en avantatge amb els competidors al sector econòmic, permetent que els costos estiguin per sota del preu fixat pel mercat.

### A mercats no competitius

Un monopolista pot fixar el preu per sobre dels costos, fent un benefici econòmic (ombrejat). La figura de dalt mostra un monopolista (sols una empresa al sector econòmic/mercat) que obté un benefici econòmic de monopoli. Un oligopoli també té generalment un «benefici econòmic» però normalment s'enfronta a un sector econòmic/mercat amb més d'una empreas (han de «compartir» la demanda disponible al preu de mercat.

El benefici econòmic és tanmateix molt més prevalent a mercats no competitiu, com ara al monopoli perfecte o a la situació d'oligopoli. A aquests escenaris, les empreses individuals tenen algun element de poder de mercat: Tot i que els monopolistes estan restringits per la demanda del consumidor, no són acceptadors de preus, sent en canvi fixadors de preus o quantitats. Això permet a l'empresa fixar un preu que és més alt que el que es podria trobar a un sector econòmic similar però més competitiu, permetent-los un benefici econòmic tant a llarg com al curt termini.
L'existència de beneficis econòmics depèn de la prevalència de barreres a l'entrada: aquestes barreres frenen altres empreses d'entrar al sector econòmic i eliminen els beneficis, tal com farien a un mercat més competitiu. En el cas que hi ha barreres a l'entrada, però més d'una empresa, les empreses poden col·ludir per limitar la producció, restringint així l'oferta per assegurar que el preu del producte es manté elevat per assegurar que totes les empreses de la indústria assoleixen un benefici econòmic.
Tanmateix alguns economistes, per exemple Steve Keen, un professor a la Universitat de Sydney de l'Oest, argumenten que fins i tot una quantitat infinitesimal de poder de mercat pot permetre a una empresa produir un benefici i que l'absència de benefici econòmic a una indústria, i fins it tot simplement que es produeixi alguna pèrdua a la producció, per si mateix constitueix una barrera a l'entrada.
Al cas d'un sol bé es produeix un benefici econòmic quan el cost mitjà de l'empresa és més reduït que el preu del producte o servei al nivell de producció que maximitza els beneficis. El benefici econòmic és igual a la quantitat de producte multiplicat per la diferèncie entre el cost mitjà i el preu.

### Intervenció del govern
Molt freqüentment els governs intentaran intervenir els mercats no competitius per fer-los més competitius. La llei de la competència dels Estats Units i d'altres països es van crear per prevenir que les empreses dominants puguin usar el seu poder econòmic per crear artificialment barreres a l'entrada que necessiten per protegir el seu benefici econòmic. Això inclou el ús de preus predatoris envers competidors de dimensió menor. Per exemple, als Estats Units Microsoft es va inculpar inicialment per no respectar les lleis de competència i per comportar-se de forma no competitiva per formar una barrera a l'entrada d'aquest tipus al Cas dels Estats Units contra Microsoft; després d'un recurs basat en aspectes tècnics, Microsoft va acceptar un acord amb el Departament de Justícia en el qual va acceptar procediments estrictes d'inspecció i requeriments explícits dissenyats per prevenir aquest comportament predatori. Amb barreres més reduïdes, van entrar noves empreses al mercat, fent que l'equilibri de llarg termini fos més proper a una indústria competitiva, sense benefici econòmic per a les empreses.

A una indústria regulada, el govern examina l'estructura de costos i permet a l'empresa fixar un preu que no és més gran que el cost marginal. Això no necessàriament assegura que no hi ha beneficis econòmics per a l'empresa, però elimina el benefici de monopoli.

Si un govern pensa que no és pràctic tenir um mercat competitiu, com per exemple en el cas d'un monopoli natural, intentarà a vegades regular el mercat no competitiu existent mitjançant el control del preu que l'empresa carrega pel seu producte. Per exemple, l'antic monopoli (regultar) AT&T, que existia abans que els tribunals ordenessin la seva divisió, havia d'obtenir aprovació del govern per incrementar els seus preus. El govern examinava els costos del monopoli, i determinava si el monopoli podia incrementar els preus i si el govern pensava que el cost no justificava un preu més alt no aprovava el preu. Tot i que una empresa regulada no té un benefici econòmic tan gran com tindria en una situació no regulada, pot encara fer uns beneficis clarament per sobre que el que pot fer una empresa realment competitiva.

## Altres aplicacions del terme
El benefici social de les activitats d'una empresa és el benefici normal més o menys les externalitats o l'excedent del consumidor que genera aquesta activitat. Una empresa pot reportar uns beneficis relativament elevats, però si crea externalitats negatives el benefici social pot ser força reduït.
Rendibilitat és un terme d'eficiència econòmica. Matemàticament és un índex relatiu, una fracció amb el benefici en el numerador i els fluxos generats de benefici o els actiu al denominador.

## Maximització
Un supòsit estàndard de l'economia (tot i que no necessàriament un supòsit perfecte al món real) és que, sent altres coses iguals, una empresa intentarà maximitzar els seus beneficis. Atès que el benefici es defineix com la diferència entre l'ingrés total i el cost total, una empresa assoleix un màxim quan opera en el punt en el qual la diferència entre aquests dos punts és màxima. A mercats independents, aquest punt es pot trobar mirant a aquestes dues corbes directament, o trobant i seleccionant el millor dels punts on els gradients d'aquests dues corbes (ingrés marginal i cost marginal respectivament) són iguals. A mercats interdependents, s'ha de fer servir la teoria de jocs per derivar una solució de maximització de beneficis.
Un altre factor significatiu per a la maximització de beneficis és el «fraccionament del mercat». Una empresa pot vendre els seus béns a diverses regions o països. Es maximitza el benefici tractant cada ubicació com un mercat separat. En comptes d'igualar l'oferta i la demanda per a tota l'empresa, s'igualen a cada mercat. Cada mercat té règims diferents de competència, diferents restriccoins d'oferta (com per exemple la distribució) i diferents factors socials. Quan es fixa els preus dels béns a cada mercat el benefici general es maximitza.